# Dragon Slayer系列
Dragon Slayer（又译作）是由木屋善夫所主導策劃，日本Falcom发行的系列作。从1984年推出的首作《屠龍剑》，至1995年推出的最终作《風之傳說Xanadu II》，有八代作品，类型包括角色扮演遊戲、動作角色扮演遊戲和模擬遊戲。不同代作品彼此間的最大關聯就是主題都與「屠龍」有關。其中第六代作品《Dragon Slayer 英雄傳說》后来独立成为英雄傳說系列，成為現在與伊蘇系列並列為Falcom兩大招牌的系列作品。在木屋善夫離職後，Falcom推出了第八代作品《風之傳說》的續作《風之傳說2》作為此系列的完結。此後八部作品各自走入完結或者發展成為新系列。
「Dragon Slayer」包含有屠龍英雄和屠龍劍兩種的意思。

## 作品
| 1984 | 屠龙剑（I）             |
| 1985 | 雷諾尼都紀事（II）      |
| 1986 | 罗曼西亚（III）         |
| 1987 | 屠龙剑IV 屠龙家族（IV） |
| 1988 | 七星魔法使（V）         |
| 1989 | 英雄傳說（VI）          |
| 1990 |                         |
| 1991 | （VII）                 |
| 1992 |                         |
| 1993 |                         |
| 1994 | 風之傳說Xanadu（VIII）  |
| 1995 |                         |

系列前五部游戏为动作角色扮演游戏。第一部遊戲《屠龙剑》于1984年发行。第二部作品《雷諾尼都紀事》于1985年发行，次年发行续作《剧本II》。Falcom在2005年推出了20周年纪念作《迷城國度》，但此作为一个新的故事。第三部作品于1986年发行，其初为「Dragon Slayer Jr.」，後升格为「III」。1987年发行了两部作品，即第四部《屠龙家族》和第五部《七星魔法使》。Falcom在1988年发行了数款《七星魔法使》续作：《Socerian Utility VOL.1》、《Socerian 追加 Scenario VOL.1》、《Socerian 追加 Scenario VOL.2 战国Sorcerian》、《Socerian 追加 Scenario VOL3 Pyramid Sorcerian》。
1989年发行的第六部《Dragon Slayer 英雄传说》为角色扮演遊戲，其续作《英雄传说II》于1992年发行。该系列之后独立为英雄传说系列。第七部《領國戰役》为模拟游戏，于1991年发行。1994年发行的第八部《风之传说Xanadu》回归动作角色扮演游戏，1995年续作《风之传说Xanadu II》是全系列最后一部作品。

## 外部連結
- 屠龍系列簡介（页面存档备份，存于）
- 屠龍系列八部曲的定義